# Lucien Agoumé
Lucien Agoumé, né le 9 février 2002 à Yaoundé (Cameroun), est un footballeur français qui évolue au poste de milieu de terrain au Séville FC.

## Biographie

### Enfance et débuts
Né à Yaoundé au Cameroun, Lucien Agoumé arrive très tôt en France où il commence le foot à l'âge de 11 ans, à Besançon,,. Il joue au SC Clémenceau puis au Racing Besançon avant de rejoindre l'académie du Football Club Sochaux-Montbéliard,,.

### Carrière en club

#### Formation et débuts professionnels au FC Sochaux (2014-2019)
Arrivé à Sochaux à l'été 2014, il fait ses débuts avec l'équipe senior le 19 octobre 2018 à l'âge de 16 ans et 283 jours, entrant en jeu à la 76e minute du match de Ligue 2 contre Troyes (victoire 2-1), devenant ainsi le plus jeune joueur de l'histoire du club,,,. Il termine cette première saison professionnelle avec 15 apparitions en championnat et 2 en Coupe de France.

#### Transfert à l'Inter Milan et prêt successifs (2019-2024)
Début juillet 2019, il quitte Sochaux et s'engage à l'Inter Milan pour un montant de 4 millions d'euros.
Face à la rude concurrence au sein des Nerrazzurri , il est successivement prêté au Spezia 1906 Calcio, au Stade brestois 29 , à l'ESTAC Troyes ainsi qu'au Séville FC.

#### Transfert au Séville FC (2024-)
Après avoir été prêté depuis janvier dernier avec le Seville FC, il reste au club. Le club espagnol a officialisé le 6 août 2024 avec son homologue italien pour le transfert définitif de l'ancien Sochalien, dont le montant est estimé autour de 5 millions d'euros. Il signe un contrat de quatre ans en Espagne, soit jusqu'en juin 2028.

### Carrière en sélection
Avec les moins de 16 ans, il se met en évidence en mai 2018, en étant l'auteur d'un doublé lors d'un match amical face à l'Allemagne.
Avec les moins de 17 ans, il participe au championnat d'Europe des moins de 17 ans en 2019. Lors de cette compétition organisée en Irlande, il officie comme capitaine et joue cinq matchs. La France s'incline en demi-finale face à l'Italie. Il dispute ensuite quelques mois plus tard la Coupe du monde des moins de 17 ans qui se déroule au Brésil. Lors du mondial junior, il officie de nouveau comme capitaine et prend part à six matchs. Il se met en évidence lors de la phase de poule, en inscrivant un but face au Chili. La France se classe troisième du mondial, en battant les Pays-Bas lors de la petite finale.
Il remporte en 2022 le tournoi Maurice-Revellole (anciennement tournoi de Toulon) avec l'équipe de France des moins de 20 ans.
En 2022, lors d'une conférence de presse avec son club, Lucien Agoumé dit que malgré ses origines camerounaises, il n'a jamais été abordé par fédération camerounaise.
En juin 2025, il est sélectionné pour participer à l'Euro espoirs.  

## Statistiques
| Saison                | Club                     | Championnat           | Championnat | Championnat | Championnat | Coupe(s) nationale(s) | Coupe(s) nationale(s) | Coupe(s) nationale(s) | Compétition(s) continentale(s) | Compétition(s) continentale(s) | Compétition(s) continentale(s) | Compétition(s) continentale(s) | Total | Total | Total |
| Saison                | Club                     | Division              | M.          | B.          | P.d.        | M.                    | B.                    | P.d.                  | Comp.                          | M.                             | B.                             | P.d.                           | M.    | B.    | P.d.  |
| 2018-2019             | FC Sochaux-Montbéliard   | Ligue 2               | 16          | 0           | 0           | 1                     | 0                     | 0                     | -                              | -                              | -                              | -                              | 17    | 0     | 0     |
| 2019-2020             | Inter Milan              | Serie A               | 3           | 0           | 0           | -                     | -                     | -                     | C3                             | -                              | -                              | -                              | 3     | 0     | 0     |
| 2023-2024             | Inter Milan              | Serie A               | 1           | 0           | -           | -                     | -                     | -                     | C1                             | -                              | -                              | -                              | 1     | 0     | 0     |
| Sous-total            | Sous-total               | Sous-total            | 4           | 0           | -           | -                     | -                     | -                     | -                              | -                              | -                              | -                              | 4     | 0     | 0     |
| 2020-2021             | Spezia Calcio (prêt)     | Serie A               | 12          | 0           | 0           | 1                     | 0                     | 0                     | -                              | -                              | -                              | -                              | 13    | 0     | 0     |
| 2021-2022             | Stade brestois 29 (prêt) | Ligue 1               | 27          | 0           | 0           | 3                     | 0                     | 0                     | -                              | -                              | -                              | -                              | 30    | 0     | 0     |
| 2022-2023             | ESTAC Troyes (prêt)      | Ligue 1               | 15          | 0           | 1           | -                     | -                     | -                     | -                              | -                              | -                              | -                              | 15    | 0     | 1     |
| 2023-2024             | Séville FC (prêt)        | Liga                  | 12          | 0           | 0           | 1                     | 0                     | 0                     | C1                             | -                              | -                              | -                              | 13    | 0     | 0     |
| 2024-2025             | Séville FC               | Liga                  | 35          | 1           | 3           | 2                     | 0                     | 0                     | -                              | -                              | -                              | -                              | 37    | 1     | 3     |
| 2025-2026             | Séville FC               | Liga                  | 1           | 1           | 0           | 0                     | 0                     | 0                     | -                              | -                              | -                              | -                              | 1     | 1     | 0     |
| Sous-total            | Sous-total               | Sous-total            | 48          | 2           | 3           | 3                     | 0                     | 0                     | -                              | -                              | -                              | -                              | 51    | 2     | 3     |
| Total sur la carrière | Total sur la carrière    | Total sur la carrière | 122         | 2           | 4           | 8                     | 0                     | 0                     | -                              | 0                              | 0                              | 0                              | 130   | 2     | 4     |

## Palmarès
Il est champion d'Italie en 2024 avec l'Inter Milan.